# Connor und Owen Fielding
Conner und Owen Fielding (* 14. September 2006 in Vancouver) sind kanadische eineiige Zwillinge und Schauspieler. Beide spielten, an der Seite von Zachary Gordon und Devon Bostick, die Rolle des Manny Heffley in drei der Verfilmungen der Kinderbuchreihe Gregs Tagebuch.

## Filmografie
- 2010: Gregs Tagebuch – Von Idioten umzingelt! (Diary of a Wimpy Kid)
- 2011: Gregs Tagebuch 2 – Gibt’s Probleme? (Diary of a Wimpy Kid: Rodrick Rules)
- 2012: Gregs Tagebuch 3 – Ich war’s nicht! (Diary of a Wimpy Kid: Dog Days)
- 2019: Kim Possible

## Auszeichnungen und Nominierungen
| Tabellarische Übersicht der Auszeichnungen und Nominierungen | Tabellarische Übersicht der Auszeichnungen und Nominierungen | Tabellarische Übersicht der Auszeichnungen und Nominierungen | Tabellarische Übersicht der Auszeichnungen und Nominierungen | Tabellarische Übersicht der Auszeichnungen und Nominierungen |
| Jahr                                                         | Auszeichnung                                                 | Für                                                          | Kategorie | Resultat                                                     |
| ------------------------------------------------------------ | ------------------------------------------------------------ | ------------------------------------------------------------ | --- | ------------------------------------------------------------ |
| 2012                                                         | Young Artist Award                                           | Gregs Tagebuch 2 – Gibt’s Probleme?                          | Best Performance in a Feature Film – Young Actor Ten and Under | Nominiert                                                    |
| 2013                                                         | Young Artist Award                                           | Gregs Tagebuch 3 – Ich war’s nicht!                          | Best Performance in a Feature Film – Young Actor Ten and Under | Gewonnen                                                     |
| 2013                                                         | Young Artist Award                                           | Gregs Tagebuch 3 – Ich war’s nicht!                          | Best Performance in a Feature Film – Young Ensemble Cast (zusammen mit Zachary Gordon, Robert Capron, Peyton List, Karan Brar, Laine MacNeil, Devon Bostick und Grayson Russell) | Gewonnen                                                     |